# Diplomys labilis
Diplomys labilis är en däggdjursart som först beskrevs av Outram Bangs 1901.  Diplomys labilis ingår i släktet Diplomys, och familjen lansråttor. IUCN kategoriserar arten globalt som livskraftig. Inga underarter finns listade.
Arten når en kroppslängd (huvud och bål) av 21,2cm till 34 cm, en svanslängd av 17,5 till 24,9 cm och en vikt av 300 till 492 g. Bakfötterna är 4,4 till 4,8 cm långa och öronen är 1,5 till 1,7 cm stora. Den tjocka och borstiga pälsen på ovansidan har en rödbrun färg och undersidan är täckt av ljus orange päls. Huvudet kännetecknas av en grå skugga och av vita fläckar vid morrhåren samt bakom öronen. Ovanför ögonen ligger ett rödaktigt område. På svansen förekommer brun päls men den köttfärgade huden är ibland synlig.
Denna gnagare förekommer från centrala Panama över västra Colombia till norra Ecuador. Arten vistas i låglandet och i bergstrakter upp till 1500 meter över havet. Habitatet utgörs av skogar, mangrove och trädodlingar.
Diplomys labilis klättrar i växtligheten och är aktiv på natten. Individerna vilar i trädens håligheter och de syns ofta i par. Födan utgörs antagligen av frukter och några blad. Honor kan para sig hela året och per kull föds en eller två ungar. På öar kan Diplomys labilis även vara dagaktiv.